# Nebljusi
Nebljusi falu Horvátországban, Lika-Zengg megyében. Közigazgatásilag Donji Lapachoz tartozik.

## Fekvése
Korenicától légvonalban 21 km-re, közúton 52 km-re délkeletre, községközpontjától légvonalban 12 km-re, közúton 14 km-re északra, Lika keleti részén, a Lapaci mezőtől északra, a Boszniába menő 218-as számú út mentén, a határ közelében fekszik.

## Története
A falu határában lehetett a székhelye a kora középkori kis Nebljuh megyének, amely a Lapaci mezőtől északra eső a Plješevica-hegység és az Una közti fennsíkot foglalta magában. A megyéről kevés forrás maradt fenn, mivel a 15. században a török veszély erősödésével egyesítették a szomszédos Lapac megyével. Nemeseit már a század végén a lapaci nemesek között sorolják fel. A település neve alapján a megye székhelyének a határában kellett lennie, bár a korabeli források egyáltalán nem említik. A vár legvalószínűbb helyét a donji štrbci iskola feletti 686 magas „Gradina” nevű magaslaton feltételezik, ahol egy valamikori erősség alig észrevehető és megfigyelhető nyomai látszanak és amelynek egykori létezését a helyi lakosok is megerősítették. A vár közelében a „Crkvina” nevű helyen valószínűleg egykor kolostor állhatott. 1447-ben említi írásos forrás a Gusić nembeli Tomaš Kurjaković nebljusi grófot. Ebben az évben a nebljusi nemességnek négy ága volt, mindegyik mintegy 20 családból állt, akik később a török terjeszkedés elől elmenekültek. A falu pravoszláv temploma 1795-ben épült. 1857-ben 849, 1910-ben 1165 lakosa volt. Lika-Korbava vármegye Donji Lapaci járásához tartozott. A trianoni békeszerződést követően előbb a Szerb-Horvát-Szlovén Királyság, majd Jugoszlávia része lett. 1991-ben lakosságának 95 százaléka szerb nemzetiségű volt. A falunak 2011-ben 208 lakosa volt.

## Lakosság
| Lakosság változása | Lakosság változása | Lakosság változása | Lakosság változása | Lakosság változása | Lakosság változása | Lakosság változása | Lakosság változása | Lakosság változása | Lakosság változása | Lakosság változása | Lakosság változása | Lakosság változása | Lakosság változása | Lakosság változása | Lakosság változása |
| ------------------ | ------------------ | ------------------ | ------------------ | ------------------ | ------------------ | ------------------ | ------------------ | ------------------ | ------------------ | ------------------ | ------------------ | ------------------ | ------------------ | ------------------ | ------------------ |
| 1857               | 1869               | 1880               | 1890               | 1900               | 1910               | 1921               | 1931               | 1948               | 1953               | 1961               | 1971               | 1981               | 1991               | 2001               | 2011               |
| 849                | 1.184              | 1.246              | 1.214              | 1.165              | 1.165              | 1.010              | 1.720              | 609                | 628                | 625                | 467                | 349                | 303                | 166                | 208                |

## Nevezetességei
- Szent Illés próféta tiszteletére szentelt szerb pravoszláv temploma[6] 1795-ben épült, a második világháború idején súlyos károkat szenvedett. 1964-ben és 2003-ban megújították.  A templom a faluban, egy dombon áll. Keletelt tájolású, egyhajós épület, ötoldalú apszissal, és a nyugati homlokzatba épített, zömök harangtoronnyal. Méretei: 27,2 x 9,5 méter. A főhajó és a szentély síkmennyezetű. A templom hajóját két pár szimmetrikusan elhelyezett ablaknyílással, a szentélyt egy ablaknyílással világítják meg. A hajó nyugati részén egy fából készült kórus van. A harangtorony a homlokzat nagy részét lefedi és két zónára osztja. A tornyot egy bejárati nyílás és a kórus magasságában egy kisebb téglalap alakú nyílások tagolják, míg a harangok magasságában mind a négy oldalon ablaknyílások találhatók. A tornyot felül egyszerű, profilozott párkány zárja, felette egy nyolcszögletű, minden oldalán ablaknyílásokkal tagolt, kupolával záródó kupoladob található. Minden ablaknyílás félköríves. A déli homlokzaton található az oldalbejárat. Parókiájához Kruge, Melinovac, Mečidražje, Skočaj és Zavalje települések tartoznak.

- Nebljusi egykori várának ma már alig észrevehető nyomai a donji štrbci iskola feletti 686 magas „Gradina” nevű magaslaton találhatók. A vár falainak maradványai a II. világháború során tűntek el, amikor a stratégiai fontosságú ponton bunkert építettek.

- A Gradina heggyel szemben kissé keletre áll a "Crkvina" nevű 519 méter magas hely, ahol ma is találhatók romok. Ezek azonban, amint azt a hely neve is sugallja egy templomhoz, vagy inkább kolostorhoz tartozhattak. Ennek központ része egy 11x15 méteres szabályos téglalap alakú építmény volt, amelyet mintegy 10 méteres távolságra védőfal övezett. Ennek maradványai helyenként már csak nyomokban követhetők. Az építmények területét sűrű bozót fedi, egykori méreteire csak a terep alakzataiból lehet következtetni.